# Resolutie 2201 Veiligheidsraad Verenigde Naties
Resolutie 2201 van de Veiligheidsraad van de Verenigde Naties werd unaniem door de VN-Veiligheidsraad aangenomen op 15 februari 2015. De resolutie eiste dat de Houthi-rebellen die de macht in Jemen hadden overgenomen zich terugtrokken en de president, de premier en andere functionarissen die ze onder huisarrest hielden vrij lieten.

## Achtergrond
Nadat de protesten in Jemen in 2011 een einde hadden gemaakt aan het 33-jarige bewind van president Saleh laaide ook het langlopende conflict met de Houthi-rebellen in het noordwesten weer op. In september 2014 bestormden zij de hoofdstad, waarop de vorming van een eenheidsregering werd overeengekomen. In januari 2015 bezetten ze ook het presidentieel paleis, waarop de hele regering aftrad. In februari werd het parlement afgezet en een "revolutionair comité" gevormd om het land te besturen. Dit nieuwe bestuur wordt echter niet internationaal erkend en leidt ook in Jemen tot onrusten.

## Inhoud
Men misprees de eenzijdige acties van de Houthi's, die het parlement hadden ontbonden en de overheidsinstellingen en staatsmedia overgenomen. Daarbij hadden ze onder meer president Abd Rabbuh Mansur Al-Hadi en premier Khalid Bahah onder huisarrest geplaatst. Ze moesten zich – ook in de hoofdstad Sanaa – terugtrekken uit de overheidsinstellingen en de vastgehoudenen veilig laten gaan.
Alle partijen moesten de vijandelijkheden tegen de bevolking en de legitieme overheid staken en de wapens die ze van de veiligheidsdiensten stalen afgeven. Andere landen werden opgeroepen niet tussen te komen op een wijze die het conflict in de hand zou werken.
Door de toestand waarin het land verkeerde hadden velen dringend noodhulp nodig. Ook Al Qaida profiteerde van de situatie om aanslagen te plegen.
De situatie in Jemen was daardoor geëscaleerd en het politieke overgangsproces stond op de helling. Alle partijen, en de Houthi's in het bijzonder, werden opgeroepen het Initiatief van de Samenwerkingsraad van de Arabische Golfstaten, de besluiten na de nationale dialoogconferentie en de door de VN gemodereerde onderhandelingen weer op te nemen en onder meer een nieuwe grondwet op te stellen en verkiezingen te houden.

## Verwante resoluties
- Resolutie 2051 Veiligheidsraad Verenigde Naties (2012)
- Resolutie 2140 Veiligheidsraad Verenigde Naties (2014)
- Resolutie 2204 Veiligheidsraad Verenigde Naties
- Resolutie 2216 Veiligheidsraad Verenigde Naties

Lijst ·  2196 ·  2197 ·  2198 ·  2199 ·  2200 ·  2201 ·  2202 ·  2203 ·  2204 ·  2205 ·  2206 ·  2207 ·  2208 ·  2209 ·  2210 ·  2211 ·  2212 ·  2213 ·  2214 ·  2215 ·  2216 ·  2217 ·  2218 ·  2219 ·  2220 ·  2221 ·  2222 ·  2223 ·  2224 ·  2225 ·  2226 ·  2227 ·  2228 ·  2229 ·  2230 ·  2231 ·  2232 ·  2233 ·  2234 ·  2235 ·  2236 ·  2237 ·  2238 ·  2239 ·  2240 ·  2241 ·  2242 ·  2243 ·  2244 ·  2245 ·  2246 ·  2247 ·  2248 ·  2249 ·  2250 ·  2251 ·  2252 ·  2253 ·  2254 ·  2255 ·  2256 ·  2257 ·  2258 ·  2259